# Pinchas David Horovitz
Raw Pinchas David Horovitz, genannt Admor von Boston (* 1876 in Jerusalem; † 28. November 1941 in Williamsburg), war Großrabbiner, Kabbalist und Begründer (1915) der chassidischen Bostoner Dynastie (Bostoner Chassidim), der von vielen auch als Wunderrabbi verehrt wurde. In Berichten seiner Zeitgenossen werden immer wieder seine große Gelehrsamkeit, seine Gutherzigkeit und seine Freigebigkeit hervorgehoben.

## Leben
Er war der erste Bostoner Rebbe, Nachfahre von Reb Schmelke von Nikolsburg und mütterlicherseits der Lelov-Dynastie. Geboren wurde er nach jüdischer Zeitrechnung im Jahr 5636 in der Altstadt Jerusalems. Bis zu seinem siebten Altersjahr stand er unter dem Einfluss seines Großvaters, Raw Elieser Mendel Biedermann, dem Admor von Lelov. Nach dessen Tod trat Raw Biedermanns Sohn, Raw David Biedermann, an dessen Stelle. In seinen Jugendjahren lernte Raw Pinchas David Tora bei Raw Schne'ur Salman von Lublin. Später setzte er sein Studium mit großem Fleiß in Zfat fort. Als Pinchas Davids Vater starb, kehrte er nach Jerusalem zurück.
1915 kam er auf abenteuerlichen Wegen aus Eretz Israel über Europa nach New York und dann nach Boston, wo er von der dortigen jüdischen Gemeinschaft sofort als Rebbe akzeptiert wurde. Ein entsprechendes Angebot der Gemeinde in New York hatte er ausgeschlagen und sich stattdessen aus Dankbarkeit für Boston entschieden, weil diese Gemeinde ihm ein Einreisevisum in die USA verschafft hatte.
1939 ging er nach Brooklyn und eröffnete dort das Bostoner Beis Midrasch (jiddisch: „Lehrhaus“) von Williamsburg. In seinen letzten Jahren verließen ihn immer mehr die Kräfte, das Augenlicht ließ nach, bis er vollständig erblindete. Sein Wunsch, nach Jerusalem zurückzukehren, ging nicht mehr in Erfüllung. Nach seinem Tode – er starb am 8. Kislew 5702 in Williamsburg – folgte ihm sein Sohn, Raw Mosche, in seiner Eigenschaft als Rebbe nach.
Nach Ende des Zweiten Weltkriegs wurden seine sterblichen Überreste exhumiert und nach Erez Jisrael überführt, wo er auf dem Ölberg neben seinem Vater seine letzte Ruhestätte fand. Angeblich waren an seinem Körper, dreieinhalb Jahre nach der ersten Beerdigung, keinerlei Anzeichen von Verwesung festzustellen.